# Lachnocorynus
Lachnocorynus är ett släkte av tvåvingar. Lachnocorynus ingår i familjen Mydidae.
Kladogram enligt Catalogue of Life:
| Lachnocorynus | \| \| Lachnocorynus chobeensis \| \| \| \| \| \| Lachnocorynus kochi \| \| \| \| |
|               | \| \| Lachnocorynus chobeensis \| \| \| \| \| \| Lachnocorynus kochi \| \| \| \| |
|               | Lachnocorynus chobeensis                                                         |
|               |                                                                                  |
|               | Lachnocorynus kochi                                                              |
|               |                                                                                  |